# Херувим

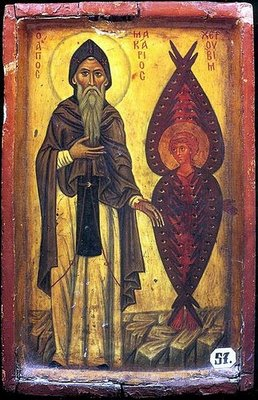
Херувим і Макарій Великий

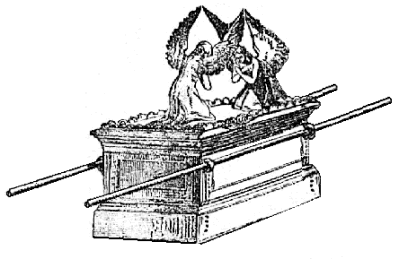
Ковчег Заповіту. Художня реконструкція XIX століття, що включає стилістичні елементи епохи Відродження. Херувими представлені у вигляді ангелів.

Херувими (івр כְּרֻבִים, крувим або керувим, вже в формі множини, проте в низці інших європейських мов історично закріпилося як назва однієї істоти; однина івр. כרוב, крув) — крилата небесна істота, що згадується в Біблії. У біблійних записах прο небесних істот, разом з серафимами є найближчими до Бога. У християнстві другий, наступний після серафимів, ангельський чин.

## У священних писаннях

### В Старому Заповіті
У Книзі Буття (3:24) херувим, озброєний «полум'яним мечем», охороняє вхід в Едемський Сад. Давид описує херувимів як засіб пересування Бога: сів на херувимів і полетів (Пс. 17:11); часто використовується такий епітет Бога в Старому Заповіті — «Той, що сидить на херувимах» (1Цар 4:4, 2Цар 6:2, Вих. 37:16 і в інших місцях). Пророк Єзекиїл, пророкуючи падіння царя Тира, порівнює його з херувимом, чий одяг був прикрашений блискучими дорогоцінними каменями, який був скинутий Богом з Едемського Саду на землю за те, що він впав у гріх гордині (Єз. 28: 11-19).
У Скинії, зверху кришки Ковчега Заповіту, ймовірно, за короткими її сторонами, були встановлені два литих із золота херувими, що стоять обличчям один до одного, з розпростертими крилами, які нібито прикривають Ковчег (Вих. 25:18-20, 37: 7-9). Херувими та кришка Ковчега (капорет) становили єдине ціле. У тексті відсутній докладний опис херувимів, йдеться лише, що вони мають крила й обличчя. Звісно ж, що, розташовуючись на кришці ковчега заповіту, херувими одночасно символізували престол невидимого Бога і служили захистом Ковчега. Бог повідомив Мойсею, що над ковчегом між двома херувимами він буде відкриватися йому і через нього давати заповіді народу Ізраїлю (Вих. 25:22).
Соломон велів вирізати з оливкового дерева і покрити золотом гігантських херувимів висотою в десять ліктів (близько 5 м). Їх п'ятиметрові крила «простягалися над місцем Ковчега» (3Цар. 6: 23-28) у Святому Святих Єрусалимського храму.
Зображення херувимів були вишиті на завісі (парохет) при вході у святині храму (Вих. 26:31; 36:35), на покривалах Скинії (Вих. 26: 1; 36: 8) і вирізані на внутрішніх і зовнішніх стінах (3Цар. 6:29), дверях внутрішнього і зовнішнього святилищ (3Цар. 6:32, 35) та панелях Храму (3Цар. 7:29, 36). Вирізьблення на стінах і над дверима Храму згадуються і в пророчому видінні Єзекіїля, причому кожен херувим мав два обличчя, людини та молодого лева (Єз. 41: 18-20, 25).

## Традиційні перекази

### У єврейській традиції
Згідно з мідрашами на Книгу Буття, херувими були створені Богом на третій день. У той час, як, згідно з іншими джерелами, вони були першими живими істотами, створеними у світі.
У Талмуді говориться, що чотири істоти, яких Єзекиїл бачив біля трону Божого, спочатку були людиною, левом, биком і орлом, на що Єзекиїл впрохав Бога взяти замість бика херувима для того, щоб Богу не довелося мати постійно перед очима тільця, який нагадував би Йому про те, як євреї поклонялися цій тварині.
Легенда розповідає, що, коли фараон погнався за євреями до Червоного моря, Бог взяв херувима з коліс Свого трону і полетів до того місця.

## В релігійній традиції

### В юдаїзмі
Талмуд згадує херувима серед п'яти предметів, що знаходилися в Першому, але не в Другому Храмі. У тому ж трактаті пояснюється, що при руйнуванні Першого Храму, побачивши херувимів, язичники почали глумитися над євреями, вважаючи, що ті поклонялися статуям. З цієї причини херувими у Другому Храмі не були окремими статуями, а були вирізьблені на стінах.
Слід зазначити, що в Талмуді, описуючи небеса і небожителів, перераховуються лише три види небесних істот: серафими, офанім і хайот, зовсім не згадуються херувими. Про ті три види йдеться і в стародавній єврейській літургії.
Водночас в мідраші на Еклезіяст йдеться, що «коли людина спить, тіло говорить душі (нешама), що воно робило протягом дня; душа передає ці відомості духу (нефеш), останній — ангелу, ангел — херувиму, херувим — серафиму, який, нарешті, доповідає Богу».
Мідраш каже, що Бог, сидячи на херувимах, спостерігає за всім, що діється в Його світі. Херувим при цьому не містить у собі нічого матеріального і носиться Богом, а не навпаки.
У мідраші Тадше херувими на Ковчезі Заповіту відповідають двом рисам Бога і двом Його Іменам: милосердя (Тетраграматон) і справедливості (Елогім).

### В Кабалі
У Зоарі, де перераховуються десять класів ангелів, херувими не згадуються як особливий клас. Водночас в каббалістичній книзі «Массехет Ацилут» херувими посідають в сонмі ангелів третє місце, а їхнім начальником є херувим (Керувіель).
У колах середньовічних єврейських містиків Німеччини існувала так звана «школа особливого херувима».

### У християнстві
Християнське богослов'я спочатку не мало певного погляду на природу херувимів, думки розділялися в питанні, чи є вони істотами або всього лише символами і образами для подання дій Бога. Як і Філон Александрійський, бачили в херувимах лише символічне значення Єронім Стридонський (IV століття) і Феодорит Кирський (V століття). Однак уже Климент Александрійський (II-III століття) починає відходити від такого розуміння, називає херувимів «піснесловними духами», але він продовжує робити основний акцент на символічності їхнього способу:
|                                      | Ім'я Херувима означає «велике знання». Разом вони мали дванадцять крил, як вказівку на чуттєвий світ, дванадцять знаків Зодіаку і хід часу, що визначається ними... зображення херувимів має символічне значення: особа є символом душі, крила — служіння і дії піднімаються зліва і справа сил, а уста — гімн слави в невпинному спогляданні. |
| — Климент Олександрійський. Стромати | |

В IV століття виникає та поширюється вчення про те, що херувими є істотами, хоча і володіють певною символікою. Іван Золотоустий дав таке поняття херувимів, що стало традиційним для християнства до закінчення епохи Вселенських соборів:
|                    | Херувим означає не що інше, як повну мудрість. Ось чому Херувими повні очей: спина, голова, крила, ноги, груди — все наповнене очей, тому що премудрість дивиться скрізь, має всюди відкрите око. |
| — Іван Золотоустий | |

Теодор Студит називає херувимів «найвищими з усіх і найближчими до Бога», його думку підтримують католицькі (Тома Аквінський) і протестантські (Кейль) богослови.
Властивості херувимів описав Псевдо-Діонісій Ареопагіт у своєму творі «Про небесну ієрархію»:
|                                                       | «Найменування ж херувимів означає їх силу — знати й споглядати Бога, здатність приймати вищий світ і споглядати Божественну благоліпність при найпершому його прояві, мудре їхнє мистецтво — викладати й повідомляти рясно іншим даровану їм самим мудрість. |
| — Псевдо-Діонісій Ареопагіт. «Про небесну ієрархію».» | |

У богослужінні Православної церкви на літургії співається молитва, звана херувимською піснею: «Ми, що херувимів таємниче уявляємо і Животворчій Тройці трисвятую пісню співаємо...». Вона складається з двох частин, що розділяються великим входом.

## Легенди та фольклор
У апокрифічній літературі херувими вважаються ангелами: «Книга таємниць Еноха» відносить їх до мешканців шостого і сьомого неба; разом з феніксами і шестикрилими серафимами вони співають біля підніжжя трону Божого.
Ефіопська книга Еноха також говорить про три види ангелів, що завжди пильнують біля трону Божого.
Одні з трьох володіють власною волею (Не той, хто противиться Волі Божої (спірно))

## Етимологія назви
Етимологія слова «керувим» спірна.
У Талмуді назва «כרוב» виводиться від арамейського виразу «כרביא» («подібний до юнака»).
Біблійні критики виводили це слово від арамейського кореня כרב — «орати», з чого ними робився висновок про те, що херувим мав вигляд бика. Але ця етимологія була відкинута. [23]
Деякі (як, наприклад, Ейхгорн) скомбінували це слово з грецьким γρυψ (грифон), уявлення про якого дійшло до греків через колонії в областях Понта, Таврійського Херсонесу і т. д.; грифи зображувалися у вигляді крилатих істот, з левовим тулубом, орлиною головою і палаючими очима; за грецьким міфом вони охороняли золото аримаспів, що жили на Ріфейских горах.
Ассириологи припускають, що івритське слово «керув» пов'язане з ассирійським дієсловом «karâbu» («молитися», «благословляти»), тобто херувим — це посередник, що підносить людські молитви до Бога. [15] Причастя «kâribu» — «благословляє», за твердженням ассириології, часто зустрічається в клинописних текстах, як позначення бикоподібних крилатих колосів, які ставилися біля порталів ассирійських царських палаців, як могутніх вартою держави і щастя, зображуючи бога «Адар». Проте, ці чотириногі колоси представляють тільки слабку аналогію біблійних херувимів.

## Зовнішній вигляд
|  | Біблія містить кілька різних описів херувимів. У херувимів в Скинії і в Храмі по одному лику (Вих. 25:20) і по два крила (Вих. 25:20, 3Цар. 6:24, 27). Пророк Єзекіїль у своєму баченні (Єз. 1: 5) описує херувимів трохи інакше: це людиноподібні істоти з чотирма крилами (два підняті вгору і торкаються один одного, а два опущені вниз і закривають тіло), чотирма ногами, подібним бичачим, але блискучими, «як блискуча мідь», чотирма руками під кожним з чотирьох крил і чотирьох їхніх обличчях: людини та лева (з правого боку), бика й орла (з лівого). Детальніше див. тетраморф. Біля кожного з них по колесу. Все тіло херувимів: і спина, і руки, і крила, а також колеса, все покрито очима. Спосіб пересування — хода і політ. |

|               | ... з середини його подоба чотирьох тварин, — а оце їхній вид: вони мали вигляд, як у людини; І кожна мала чотири обличчя, і кожна з них мала чотири крила, а ноги їх — ноги прямі, і ступні ніг їх — як ступня ноги у тільця, і вони сяяли, як ніби блискуча мідь. І руки людські були під крилами їх, на чотирьох сторонах їхніх і мали свої обличчя та свої крила — у всіх чотирьох; Їхні крила прилягали одне до одного, в ході своїй вони не оберталися, а йшли просто наперед себе. А подоба їхніх облич — обличчя людини та обличчя лева мали вони четверо з правиці всіх їх чотирьох; а з лівого боку обличчя вола мали чотирьох і обличчя орла мали вони чотирьох. Їхні обличчя та їхні крила були розділені вгорі, але у кожного два крила прилягали одне до одного, а двоє закривали їхнє тіло. І йшли вони, кожне в ту сторону, просто вперед; куди бажав дух ходити, туди і йшли; в ході своїй, не оберталися. А подоба тих істот була на вид вугілля з огню, на вигляд смолоскипів; [Вогонь] ходив між тваринами, і сяйво від вогню виходила блискавка з вогню. І тварини швидко рухалися туди й сюди, немов блискавка. <...> на землі при тих живих по одному колесі при чотирьох їхніх обличчях. Вид коліс та їхній — як вид топазу, й одна подоба їм чотирьох одне; і з вигляду їх та їхній виріб ніби колесо в колесі. Коли вони йшли, йшли на чотири свої боки, під час ходи не оберталися в. А їхні обіддя — високі та страшні; і їхнє обіддя чотирьох навколо було повне очей. І коли ходили ті живі істоти, ходили й ті колеса біля [них]; а коли ті істоти підіймалися з землі, підіймалися й ті колеса. <...> і у кожного були два крила, які покривали їх, у кожного двоє крил закривали їхнє тіло. І коли вони йшли, я чув шум їхніх крил, як шум великої води, як голос Всемогутнього, сильний шум, як би шум у військовому таборі; [А] коли вони ставали, опадали їхні крила. |
| — Ієз. 1:5-24 | |

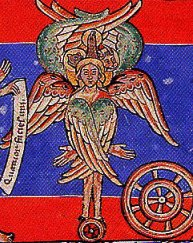
Середньовічне зображення херувима за «Видіння пророка Єзекіїля». 1156

Нижче (Єз. 10: 1) ці істоти названі херувимами (див. також 1Пар. 28:18), а замість лику бика Єзекіїль згадує лик херувима (Єз. 10:14). В Єз. 41:18,19 у вирізаних на стінах і дверях Храму херувимів лише два лики — людський і лев'ячий. Можливо, ця різниця пояснюється двовимірним зображенням фігур, на відміну від тривимірної картини в баченні.
Талмудисти уявляли собі херувимів у вигляді малолітнього хлопця. На питання: «Що таке "כרוב"?» раббі Аббагу відповідає: «Подоба юнака», тому що у Вавилоні юнака називають רביא. На інше питання: «Якщо зображення херувима було подібне до чоловіка, то навіщо в біблійному тексті (Єз. 10:14) розрізняються виразу: особа херувима і обличчя людини?» — дається в Талмуді таку відповідь: «Під особою людини потрібно розуміти особу дорослої людини, а під особою херувима — підліткову».
Згідно з мідрашем, херувими не мають певної форми, будучи то чоловіками, то жінками, то духами і ангелоподібними істотами.
На відміну від червоних серафимів херувими зображуються в іконографії, як правило, блакитним кольором.
У той же час Йосип Флавій категорично відмовляється пояснити, як древні євреї зображували херувимів в Храмі. За його словами, «вони мали такий вигляд, якого ніхто ніколи не бачив; ніхто не міг пояснити, що вони зображували ».
В епоху Відродження було популярно зображати херувимів як крилатих немовлят.

## Джерела образів та аналоги в інших традиціях

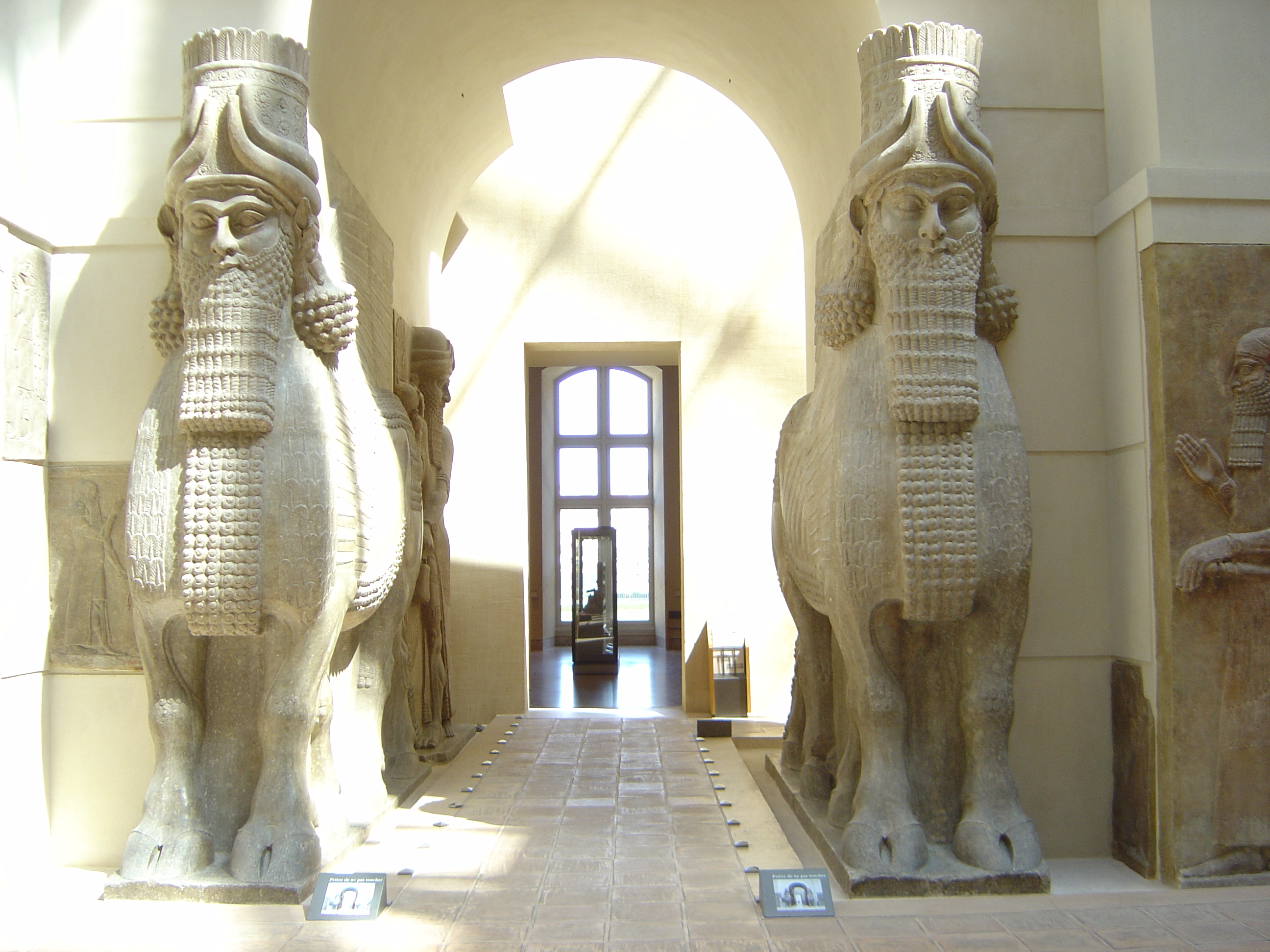
Ассирійські крилаті бики з палацу Шаррукіна II в Дур-Шаррукіні, VIII ст. до н. е. (Лувр).

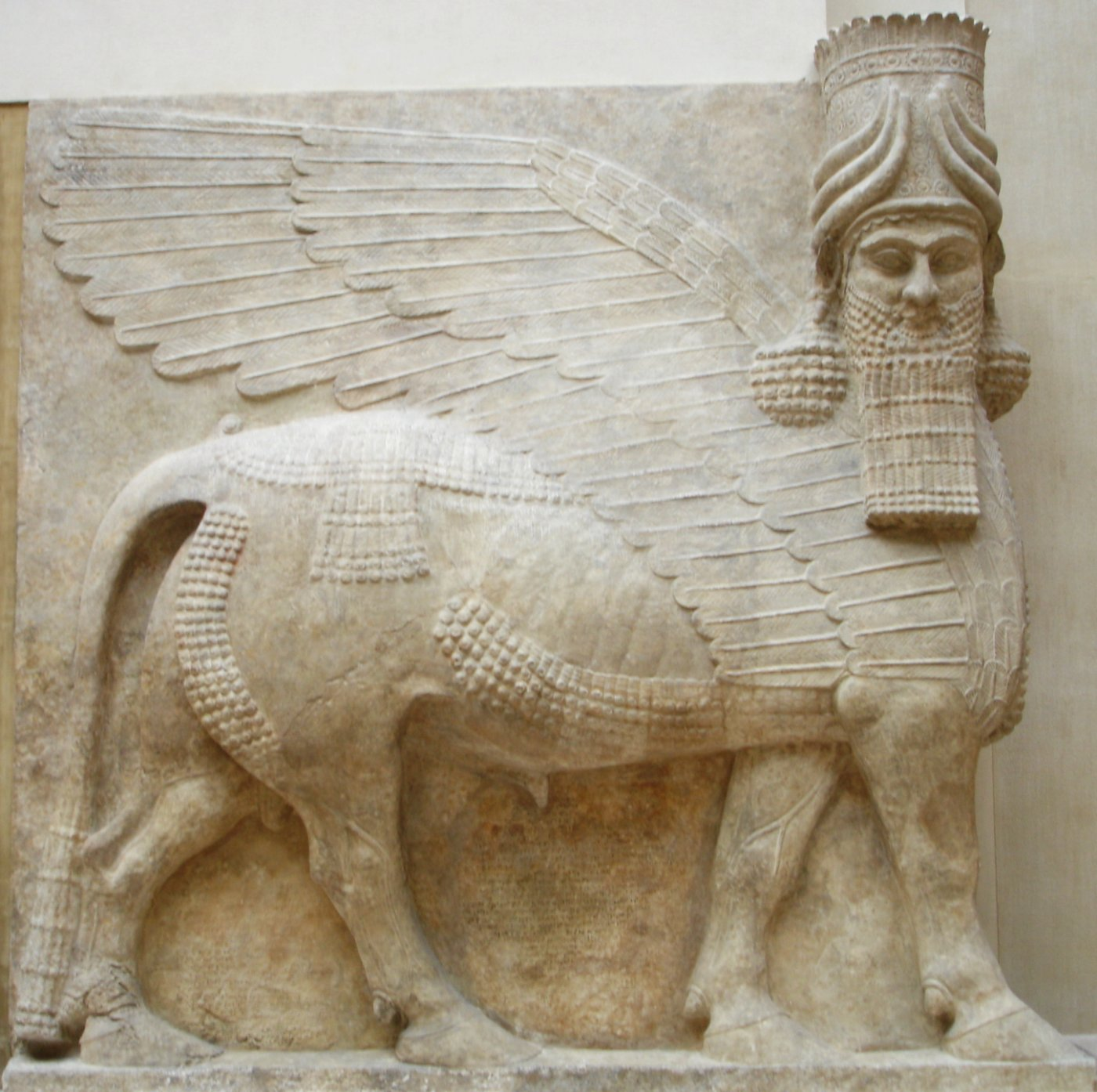
Ассирійські крилаті бики з палацу Шаррукіна II в Дур-Шаррукіні, VIII ст. до н. е. (Лувр).

### В образотворчому мистецтві

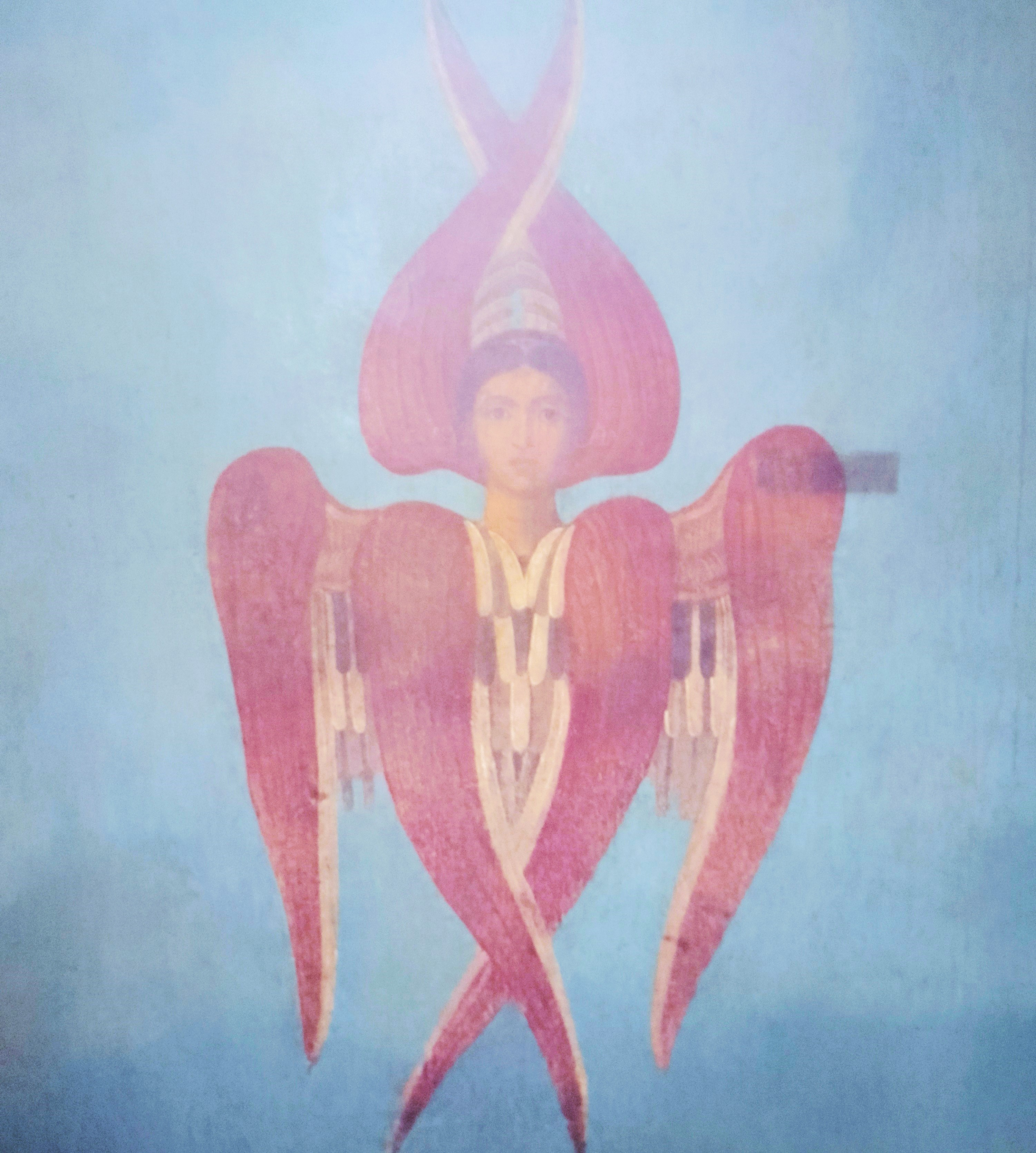
Херувим. Собор Св. Софії. Київ